# エイリアン・ビッグ・キャット
エイリアン・ビッグ・キャット（英: Alien Big Cat、ABC）は、イギリスに現れる未確認動物  (UMA) の一種。ファントムキャット（英: Phantom cat）、ブリティッシュビッグキャット（英: Biritish big cat）en:British big cats、モギィー、ビーストとも呼ばれる。
1960年代頃から目撃例がたびたび報告されており、写真や映像の記録にも成功している。また、エイリアン・ビッグ・キャットと思われる個体の捕獲に成功した記録もあり、UMA としては実在する可能性が非常に高い稀有な存在である。

## 概要
エイリアン・ビッグ・キャットはヒョウかピューマなどのやや大型なネコ科動物に似た外見を持ち、家畜を襲うなど獰猛な気性の生物とされている。目撃談によれば、一般的なイエネコと比べて脚が長く、全体的にがっしりした体格だという（これはヤマネコに属する各種に共通する特徴でもある）。なお、イギリスでは、近代以降これらの特徴に該当する野生動物の生息は確認されていない。
また、空気に溶け込むように姿を消す、テレポートを行うなど、超能力らしき能力を持つとする説もある。
アビゲイル・タッカーによれば、それは「トローブリッジの獣 (Beast of Trowbridge) やハーリングベリーの豹 (Hallingbury panther) などの」「ネコ科のUFO」であり、「旧大英帝国（英国・オーストラリア・ニュージーランド）の一部」大型ネコ科動物が自然界に居ない、あるいはかつて一度もいたことのない場所でとりわけよく出現するものである。
ナカイサヤカによれば、それは「英国をはじめとするヨーロッパ諸国やカナダ、アメリカ西部」などで目撃されているという大型のネコ科動物で、「Bigcat」は「トラ、ライオン、ヒョウ、ジャガーなどの「ガオー」と鳴く」野生の大型猫を指し「ピューマなど」も含めることもあるという。
イギリスのサリー州で1825年から目撃され、1964年の目撃情報では「肩の高さ3フィート、全長5フィート」と言われるが、1968年にこれを「射殺した」とする農民が現れているもののそれの死体は確認されていない「サリーのピューマ」 (en:Surrey Puma) や、ロンドンで、1963年、警官が遭遇した「シューターズヒルのチーター」、コーンウォールのボドミンムーアで、1980年代から「巨大なネコ科動物を見た」「家畜が襲われた」という報告が相次ぎ、1995年に調査が行われた(調査は空振りに終わった)「ボドミンムーアの獣」(en:Beast of Bodmin Moor)、やはりコーンウォールで、1970年代から家畜を襲い1983年、地元農家が3か月で羊を100頭以上噛み殺されたと被害を訴えたこともある「エクスムーアの獣(英語版)」などがいる。
その生物について、並木伸一郎は『ヴィジュアル版UMA生態図鑑』で、「1962年から」目撃が急激に増えたまた、『UMA目撃ファイル』で、「1995年から」目撃事件が増加し始めたと言っている。
いずれも、「写真を撮った」「死体を発見した」と言われるものの、後述するピューマを除けば大型猫のものと識別できるものはなく、大抵は、被写体はイエネコかイヌ、死体はペットとして飼われていた中型のヤマネコで、いわゆる大型猫の捕獲例はほぼない。

## 考察
正体については、次のような仮説が立てられている。
野生化したペット説
イギリスでは違法な生物の飼育による事件がたびたび発生しており、猛獣を山中に生きたまま放置した例も実際に報告されている。　1960年代に異国の生物を“お供”にすることが流行し、英国で大型のネコ科生物を連れて回る愛好家が増え、流行が廃れた後、1978年に野獣の飼育を禁止する法律が発せられた際にひそかに捨てられたという。特にピューマは環境に対する適応能力が高く、イギリス国内で野生化し生存し続ける可能性は充分考えられる。1970年代からファントムキャットの被害があったスコットランドのハイランド地方で1980年、雌のピューマが捕獲され、動物園に引き取られて「フェリシティ (fericity)」と命名され、死後は剥製になっている。なお、ナカイサヤカによれば、フェリシティが人に慣れている点からこの個体が家畜を襲撃し得たかは疑問が持たれているという。
さらに、ブリストル市立博物館・美術館に保管されていた「ヨーロッパヤマネコの剥製」が、2013年の調査で、「恐らくペットと思われるカナダオオヤマネコ」であったことが判明、「19世紀以前に外来ネコ科動物がペットとして飼われていた可能性」の根拠となっている。
また、「国内に持ち込まれたヤマネコ」と、イエネコとの交雑種とする説も多い（実際に該当する交雑種の個体が捕獲されている）。目撃者は1比較する対象のない野外で発見することが多く、2「家畜を襲う、大きなネコ」というバイアスがかかった状態で、それを見ることが大半であるため、実際捕獲された個体の大半は報告より小さい。2012年、エセックス州の田園地方で目撃された「エセックスのライオン」は、「羊の2倍くらいの大きさ」と言われていたが、実際は「大柄で生姜色の飼い猫」であった。ナカイは「フェリシティ」事件以降でABCの認識が「謎の生物」から「無責任な飼主が捨てたペット」へと変わった点を指摘しているうえ、「ライオンなどの大型獣をペットにしている」人がいる割に「逃げ出したネコ科動物のほとんどが中型の動物」で、ABCの大半が「ピューマかクロヒョウ」のようであるという点を挙げ、この説に疑問を投げかけている。
新種のヤマネコ説
「従来の区別に当てはまらない、イギリス土着のヤマネコが存在する」というもの。約1万年前までイギリス本土に生息していた、オオヤマネコの生き残りとされる。　ディ・フランシスによれば、今から１万年前、英国に生息していた「ピューマのような頭と、房毛のある耳を持ち、毛色が茶色か金色　または黒色種もおり、木登りがうまい特徴を持つ」ものであったという。
人工生物説
「バイオテクノロジー（クローン技術など）によって生みだされた生物が脱走した」、という説。なお、ここにおいては厳密には「宇宙人が遺伝子工学で作り出した」ものの可能性であり、同種の説はチュパカブラなどにも唱えられている。また、ジャン＝ジャック・バルロワは、英国の一つあるいはいくつかの研究所(民間の物にせよ軍の物にせよ)で、マス・メディアや世論に及ぼされる影響を探るため、ピューマのような大型獣が飼育され、放たれたという説を紹介している
ぬいぐるみなど
ナカイによれば、2011年にハンプシャー、2013年にロンドン、2017年にイングランドのケンブリッジシャー、2018年にスコットランドで、「ABCを発見した」と言われ、中には警察も出動したものの、実は大型のぬいぐるみであった、という事件が発生している。これらは野外へ捨てられたあるいはいたずら目的で置かれたものを誤認したもので、ABCの存在を信じている人が多いゆえの事件といえる。また、1989年に撮影されたエクスムーアの獣の写真とされる「黒っぽいヒョウかピューマのようなもの」は、「ボール紙を切り抜いたもの」であったという。
目撃者が作る可能性
ナカイはABCの目撃事件を精査し、それらはa目撃写真の判定を見る限り映っているのはイヌやイエネコで、b家畜を殺したものは、ネコ科の生き物ですらなくイヌかキツネの可能性が高いという説がある点を挙げ、「逃げ出したペット」「大型で黒い動物を見た」「家畜が殺されている」という別々の事象がABCのイメージに沿って融合し造られた可能性を示唆している。オーストラリアの事例であるが、藤川隆男によれば、1884年にタンタヌーラで家畜が襲われる被害が相次ぎ、それを行う害獣について、それは「サーカス場から逃げ出したトラ」であるという噂が立ち、1895年にトラではなくオオカミが捕獲はされた（該当記事英語版）ものの、さらにその後も「トラを見た」という目撃情報は続いた。また、藤川は「旧来の怪物が恐怖の力を無くす」と対照的に、豪州の人々が19世紀末から「家畜や人間を襲う」「大型のネコ科動物」を恐れるようになったと指摘している。